# كيفن ليهي (سياسي)
كيفن ليهي هو سياسي أسترالي، ولد في 17 يناير 1949. نشط حزبياً في حزب العمال الأسترالي. وقد انتخب عضو الجمعية التشريعية لأستراليا الغربية ‏.